# Fasciospongia cavernosa
Fasciospongia cavernosa är en svampdjursart som först beskrevs av Schmidt 1862.  Fasciospongia cavernosa ingår i släktet Fasciospongia och familjen Thorectidae. Utöver nominatformen finns också underarten F. c. pyriformis.